# Exechia biseta
Exechia biseta är en tvåvingeart som beskrevs av Tonnoir och Edwards 1927. Exechia biseta ingår i släktet Exechia och familjen svampmyggor. Inga underarter finns listade i Catalogue of Life.